# Ochsenfurt
Ochsenfurt este un oraș din Franconia Inferioară, landul Bavaria, Germania.

## Monumente
- Mănăstirea Tückelhausen, întemeiată în 1139 și secularizată în 1803

## Galerie de imagini

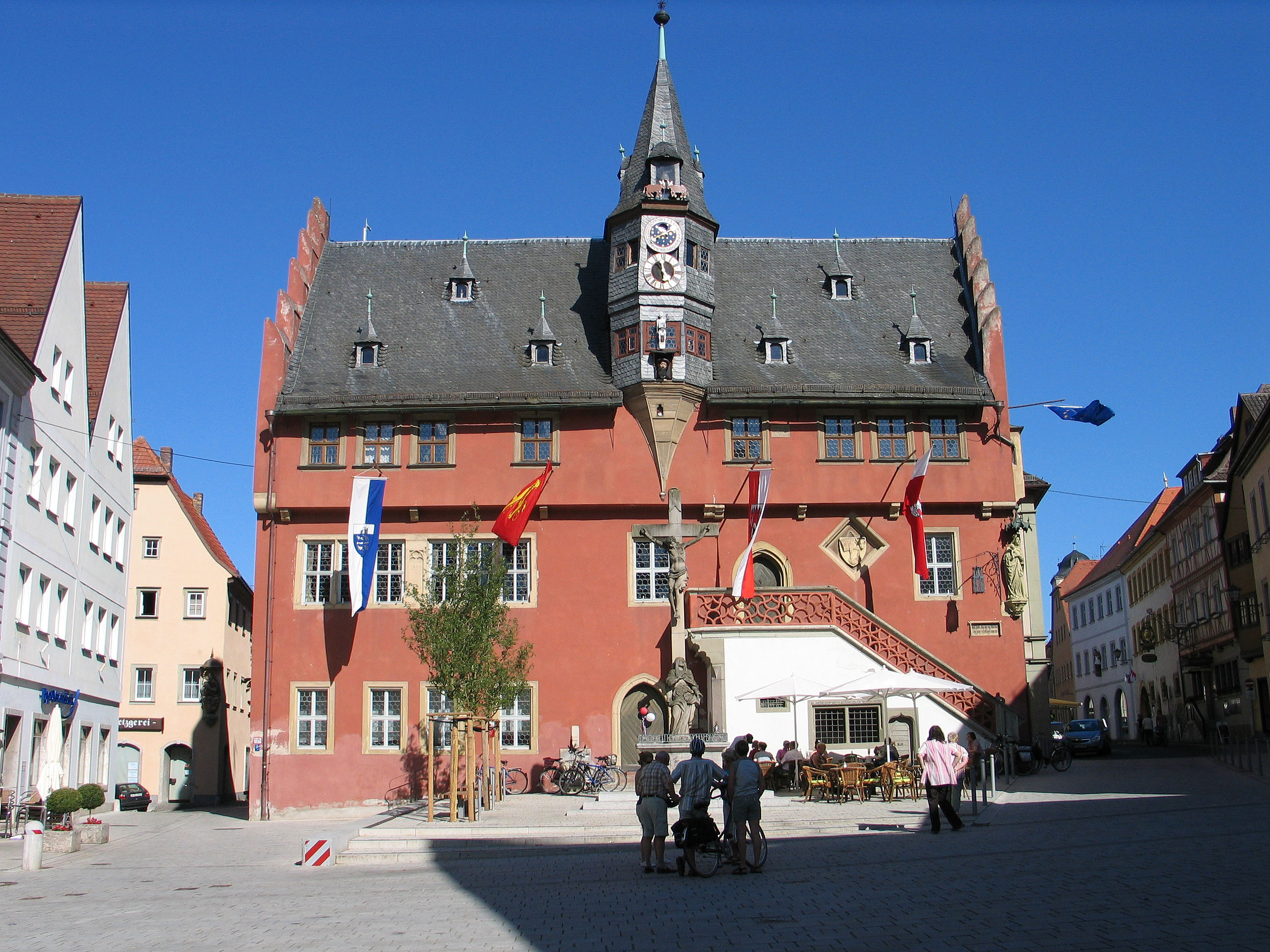
Primăria din Ochsenfurt
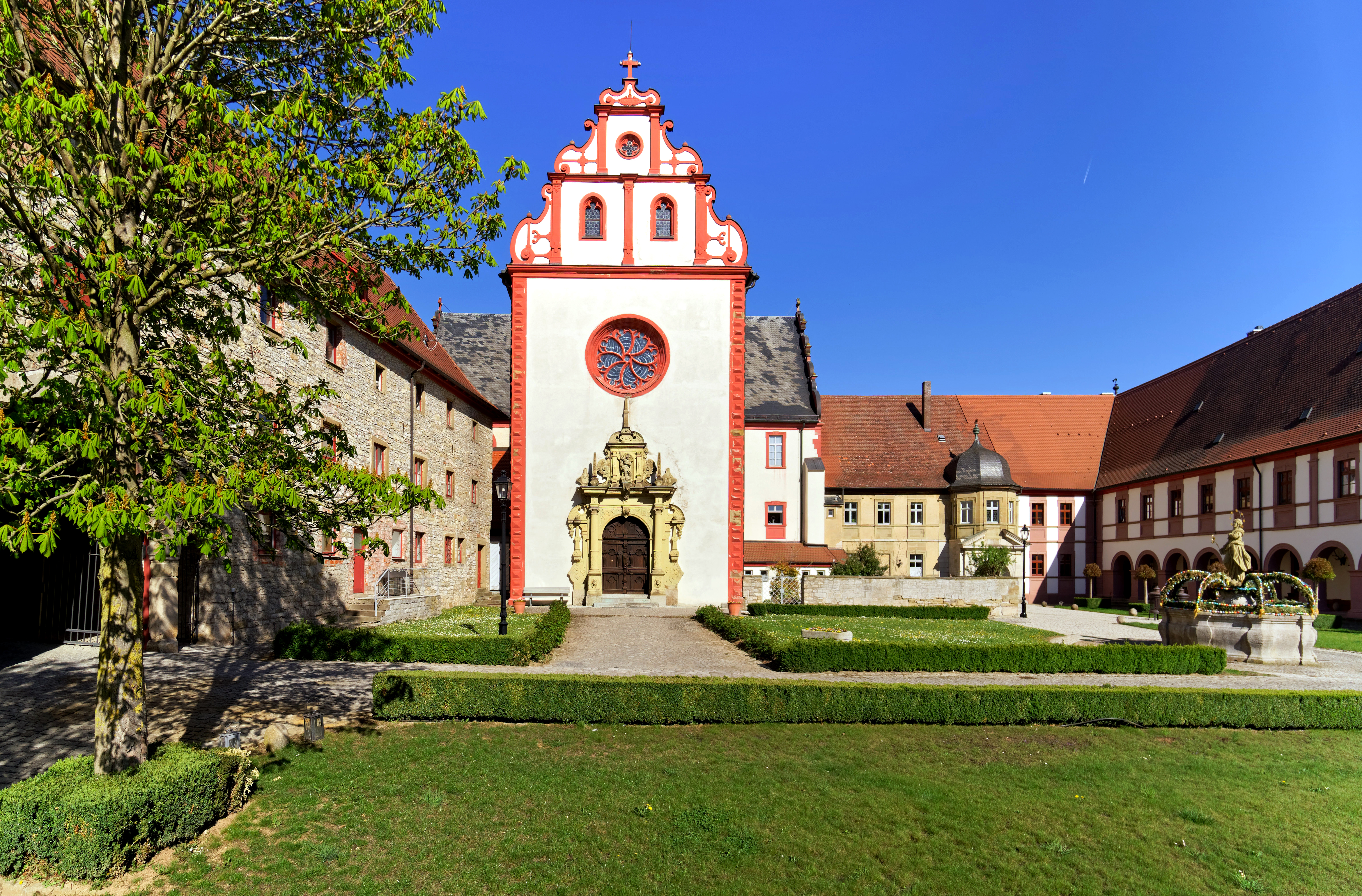
Mănăstirea Tückelhausen